# Hyperbool (stijlfiguur)
Een hyperbool is de stijlfiguur van de overdrijving.
Een reden om een hyperbool te gebruiken kan zijn om bijvoorbeeld een emotie of een mening extra nadruk te geven. Maar ook variatie in schrijfstijl en humor kunnen redenen zijn om de hyperbool te gebruiken. Doorgaans wordt een hyperbool niet letterlijk genomen.
Voorbeelden van uitdrukkingen die hyperbolen zijn:
- Ze weende een zee van tranen.
- De regen viel met bakken uit de lucht.
- Ik heb een eeuw staan wachten.
- Ik ben in een seconde terug.
- Ik heb me doodgelachen.
- Ik sterf van de honger.